# Marquesat de Laula
El marquesat de Laula és un títol nobiliari espanyol creat el 1543 per Carles I en favor d'Adamo Centurione-Oltramarino.
El marquesat té l'origen en la compra que va fer la família Centurione –coneguts com Centurión a Espanya– dels feus de Laula, Vivona i Monte Vay a la família Malaspina. El títol de marquès va ser concedit el 25 d'agost de 1543 a Adamo Centurione-Oltramarino, i originalment es tractava d'un títol únic pels treus feus. L'herència va passar al seu net, Juan Bautista Centurión, que heretà també del seu pare el marquesat d'Estepa.
Posteriorment el títol va quedar vacant i no va ser rehabilitat fins al 1913 per Joaquín Ignacio de Arteaga, que va convertir el títol antic en tres marquesats diferents. El títol de Laula el va cedir el 1920 a la seva filla María Belén. El 1961 aquesta el va cedir al seu nebot Íñigo Moreno de Arteaga. Tanmateix, el 2010, després d'un judici, el seu cosí, el duc d'El Infantado li va treure el títol i el va donar a la seva filla, Carla.

## Llista de titulars
| Núm.                                | Nom                                     | Període                    | Ref.                       |
| Creat el 1543 per Carles I          | Creat el 1543 per Carles I              | Creat el 1543 per Carles I | Creat el 1543 per Carles I |
| ----------------------------------- | --------------------------------------- | -------------------------- | -------------------------- |
| 1                                   | Adamo Centurione-Oltramarino            | 1543-1568                  | [ 9 ]                      |
| 2                                   | Juan Bautista Centurión y Negroni       | 1568-1624                  | [ 4 ] [ 10 ] [ 11 ]        |
| 3                                   | Adán Centurión y Fernández de Córdoba   | 1624-1658                  | [ 4 ] [ 10 ] [ 11 ]        |
| 4                                   | Cecilio Francisco Centurión y Centurión | 1658-1688                  | [ 4 ] [ 10 ] [ 11 ]        |
| 5                                   | José Centurión y Mesía                  | 1668-?                     | [ 4 ] [ 10 ] [ 11 ]        |
| 6                                   | Luis Centurión y Centurión              | ?-1708                     | [ 4 ] [ 10 ] [ 11 ]        |
| 7                                   | Manuel Centurión y Arias-Dávila         | 1708-1729                  | [ 4 ] [ 10 ] [ 11 ]        |
| 8                                   | Juan Bautista Centurión y Velasco       | 1729-1785                  | [ 4 ] [ 10 ] [ 11 ]        |
| 9                                   | María Luisa Centurión y Velasco         | 1785-1799                  | [ 4 ] [ 10 ] [ 11 ]        |
| Rehabilitat el 1913 per Alfons XIII |                                         |                            |                            |
| 10                                  | Joaquín Ignacio de Arteaga y Echagüe    | 1913-1920                  | [ 5 ] [ 8 ]                |
| 11                                  | María Belén de Arteaga y Falguera       | 1920-1961                  | [ 12 ] [ 2 ]               |
| 12                                  | Íñigo Moreno y Arteaga                  | 1961-2010                  | [ 12 ] [ 2 ]               |
| 13                                  | Carla María de Arteaga y del Alcázar    | 2010-Avui                  | [ 10 ]                     |